# 乔瓦尼·巴蒂斯塔·科莱蒂
乔瓦尼·巴蒂斯塔·科莱蒂（義大利語：Giovanni Battista Coletti，1948年12月8日—），意大利击剑运动员。他曾代表意大利参加1976年夏季奥林匹克运动会击剑比赛，结果在男子团体花剑项目上获得银牌。